# 泰興光學
泰興光學集團有限公司（除牌當時為0389.HK）-- 前香港主版上市公司，創辦於1960年，由前香港商人馬寶基創立，主要業務生產光學及眼鏡產品。
2004年，泰興光學連同美國私人股權投資公司Golden Gate Private Equity收購了美國眼鏡零售商Eye Care Centers of America。
公司由2005年4月18日起因發生財政問題暫停買賣，而引致負債和清盤。

## 泰興案
在2004年至2005年期間，馬寶基串謀和其他有關人士詐騙，包括虛假交易、發假信用狀等。而在2010年12月2日，法庭裁定馬寶基串謀發表虛假陳述及串謀詐騙等，罪名成立，入獄12年；其子馬烈堅同樣被控串謀發表虛假陳述及串謀詐騙，罪名成立，入獄10年；而其他被告，則被判入獄1年至9年6個月不等。

## 撤銷上市
最後本公司因未能向港交所提交復牌建議，而根據《香港聯合交易所有限公司證券上市規則》條例第17條，裁定本公司在2007年7月9日於上午9時30分撤銷上市。
其後在2013年2月22日，由於泰興過往馬寶堅父子曾進行非法勾當，因此提出司法覆核，以追回稅款項達至9711萬港元。

## 外部連結
- 農家子弟千元創眼鏡王國 （页面存档备份，存于）
- 泰興光學馬烈堅因小得大
- 香港眼鏡帝國瀕臨絕境 泰興光學董事長遭到拘捕